# Runjani
Runjani (em cirílico: Руњани) é uma vila da Sérvia localizada no município de Loznica, pertencente ao distrito de Mačva, na região de Podrinje Jadar. A sua população era de 2434 habitantes segundo o censo de 2011.

## Demografia
| 1948  | 1953  | 1961  | 1971  | 1981  | 1991  | 2002  | 2011  |
| ----- | ----- | ----- | ----- | ----- | ----- | ----- | ----- |
| 1 583 | 1 707 | 1 811 | 1 850 | 2 131 | 2 447 | 2 525 | 2 434 |